# Леґіни (Кентшинський повіт)
Леґіни (пол. Leginy) — село в Польщі, у гміні Решель Кентшинського повіту Вармінсько-Мазурського воєводства.
Населення — 326 осіб (2011).
У 1975-1998 роках село належало до Ольштинського воєводства.

## Демографія
Демографічна структура станом на 31 березня 2011 року:
|          | Загалом | Допрацездатний вік | Працездатний вік | Постпрацездатний вік |
| -------- | ------- | ------------------ | ---------------- | -------------------- |
| Чоловіки | 163     | 26                 | 118              | 19                   |
| Жінки    | 163     | 27                 | 98               | 38                   |
| Разом    | 326     | 53                 | 216              | 57                   |